# Gustavo Rangel Briceño
Gustavo Reyes Rangel Briceño (Maracaibo, 16 de agosto de 1956) es un ingeniero y militar venezolano. Fue ministro de Defensa durante el gobierno de Hugo Chávez desde enero de 2008 hasta marzo de 2009.
Tras llegar al cargo impulsó por orden del presidente Chávez la apertura de un proceso penal en la jurisdicción militar por supuestas irregularidades mientras estuvo dirigida por su antecesor, el exministro Raúl Isaías Baduel.
El ministro Briceño intentó crear el Consejo Pastoral Evangélico de las Fuerzas Armadas. Tras viralizarse un video suyo en un culto de sanación, se anunció su salida del cargo poco después.